# Véra Belmont
Véra Belmont (París 17 de novembre de 1932) és una productora, directora i guionista francesa de cinema.

## Biografia
Filla d'emigrant jueus belarussos comunistes, es va casar amb Joël Holmès de qui es va divorciar i amb qui va tenir un infant. Posteriorment es va casar amb Jean-Marie Estève.
Des de 1960, ha produït 45 pel·lícules, ha dirigit 5 pel·lícules i ha escrit 8 pel·lícules. Les seves pel·lícules es van inspirar molt en François Truffaut i altres membres del moviment Nouvelle vague. Fou jurat al Festival Internacional de Cinema de Sant Sebastià 1974.
La seva pel·lícula Rouge Baiser va participar al 36è Festival Internacional de Cinema de Berlín, on Charlotte Valandrey va guanyar el Ós de Plata a la millor actriu.

## Filmografia
Direcció
- 1979: Prisonniers de Mao
- 1985: Rouge Baiser
- 1991: Milena
- 1997: Marquise
- 2008: Survivre avec les loups

Producció
- 1960:  Ça va être ta fête de Pierre Montazel
- 1966:  Les Ruses du diable de Paul Vecchiali
- 1967:  Le Crime de David Levinstein d'André Charpak
- 1967:  La Loi du survivant de José Giovanni
- 1968:  Les Jeunes Loups de Marcel Carné
- 1969:  L'Enfance nue de Maurice Pialat
- 1969:  Money-Money de José Varela
- 1970:  Quatre hommes aux poings nus de Robert Topart
- 1970:  Un condé d'Yves Boisset
- 1970:  La Faute de l'abbé Mouret de Georges Franju
- 1972:  Les Petits Enfants d'Attila de Jean-Pierre Bastid
- 1972:  Le Soldat Laforêt de Guy Cavagnac
- 1972:  Faire la déménageuse de José Varela
- 1973:  Le Mariage à la mode de Michel Mardore
- 1973:  Député 73 de Jean-Paul Savignac
- 1973:  Lo Païs de Gérard Guérin
- 1973:  Pourquoi Israël de Claude Lanzmann
- 1974:  Dorothea de Peter Fleischmann
- 1974:  Femmes Femmes de Paul Vecchiali
- 1975:  À cause de l'homme à la voiture blanche de Jean Rougeul
- 1975:  La Route de Jean-François Bizot
- 1975:  Dehors-dedans d'Alain Fleischer
- 1975:  La Faille de Peter Fleischmann
- 1975:  Souvenirs d'en France d'André Téchiné
- 1976: Le Jardin des supplices, de Christian Gion
- 1977:  Les Loulous de Patrick Cabouat
- 1978:  La Jument vapeur de Joyce Buñuel
- 1979:  La Guerre des polices de Robin Davis
- 1979:  Prisonniers de Mao de Véra Belmont
- 1980:  La Petite Sirène de Roger Andrieux
- 1980:  Tendres Cousines de David Hamilton
- 1980:  Les Charlots contre Dracula de Jean-Pierre Desagnat
- 1981:  La Guerre du feu de Jean-Jacques Annaud
- 1982:  Légitime Violence de Serge Leroy
- 1983:  Les Mots pour le dire de José Pinheiro
- 1983:  Brûler les planches de Gabriel Garran
- 1985:  Diesel de Robert Kramer
- 1985:  Rouge Baiser de Véra Belmont
- 1985:  Bayan ko: Kapit sa patalim de Lino Brocka
- 1986:  Rosa la rose, fille publique de Paul Vecchiali
- 1987: Fucking Fernand de Gérard Mordillat
- 1987: La vie est belle de Benoît Lamy i Mwezé Ngangura
- 1989: Cher frangin de Gérard Mordillat
- 1990:  La Guerre des nerfs (Eminent Domain) de John Irvin
- 1991:  Milena de Véra Belmont
- 1992:  Ben Rock de Richard Raynal
- 1994:  Farinelli de Gérard Corbiau
- 1997:  La Trêve de Francesco Rosi
- 1997:  Marquise de Véra Belmont
- 1999: Paddy de Gérard Mordillat
- 2001: Les Inséparables de Thierry Redler (télépel·lícula)
- 2002: Marie Marmaille de Jean-Louis Bertuccelli (telefilm)
- 2002: La Surface de séparation de Bernard Favre (telefilm)
- 2005: Chok-Dee de Xavier Durringer
- 2006: Il Caimano de Nanni Moretti
- 2007: Survivre avec les loups de Véra Belmont
- 2013: Le Grand Retournement de Gérard Mordillat
- 2013: Kiss the Frog de Kevin Dole

Guionista
- 1982:  Légitime Violence de Serge Leroy
- 1985:  Rouge Baiser de Véra Belmont
- 1987: Fucking Fernand de Gérard Mordillat
- 1991:  Milena de Véra Belmont
- 1997:  Marquise de Véra Belmont
- 2005: Chok-Dee de Xavier Durringer
- 2007: Survivre avec les loups de Véra Belmont

## Actriu
Cinema
- 1959: Bal de nuit de Maurice Cloche
- 1960: La Ligne de mire de Jean-Daniel Pollet

Televisió
- 1959: La caméra explore le temps, episodi : La Citoyenne Villirouët de Guy Lessertisseur
- 1960: Les Cinq Dernières Minutes (episodi 15, temporada 1 : Un poing final) de Claude Loursais